# Augustin Courtet
Xavier-Marie-Auguste Courtet, llamado Augustin Courtet, nacido el 29 de julio de 1821 en Lyon y fallecido el año 1891 en París, fue un escultor francés.
Alumno de Pradier, Ramey hijo y Dumont, Courtet obtuvo una medalla de segunda categoría en el Salón de París de 1848. Muchas de sus obras decoran monumentos públicos en Francia.

## Obras
Es el autor de diferentes bustos, entre otros el retratos de Albert Desjardins que se conserva en el Museo departamental del Oise en Beauvais; también del retrato en mármol de Luce de Casabianca encargado y adquirido por el Ministerio de Bellas Artes Francés en el Salón de 1873. También el del Mariscal de Castellane, destinado a Versalles.
Es el autor de las estatuas de Gabriel y Coustou, destinadas a la decoración del Cour Napoleón del Louvre realizadas entre 1855 y 1857.·
En su ciudad natal se expone el bronce de la centaura y el fauno en el Parque de la Tête d'Or.

## Galería de imágenes

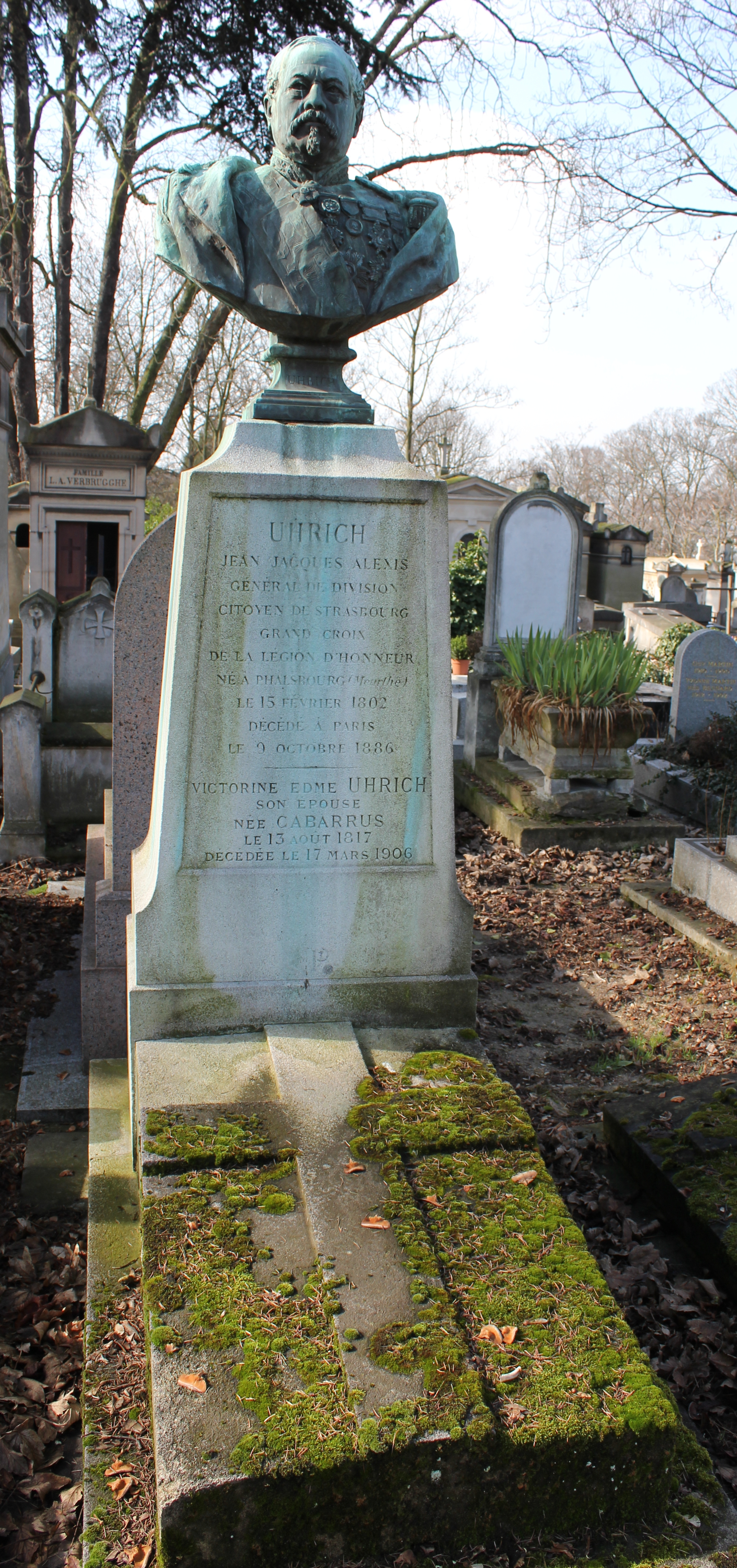
Tumba de Jean-Jacques Uhrich en el cementerio del Père-Lachaise en París.
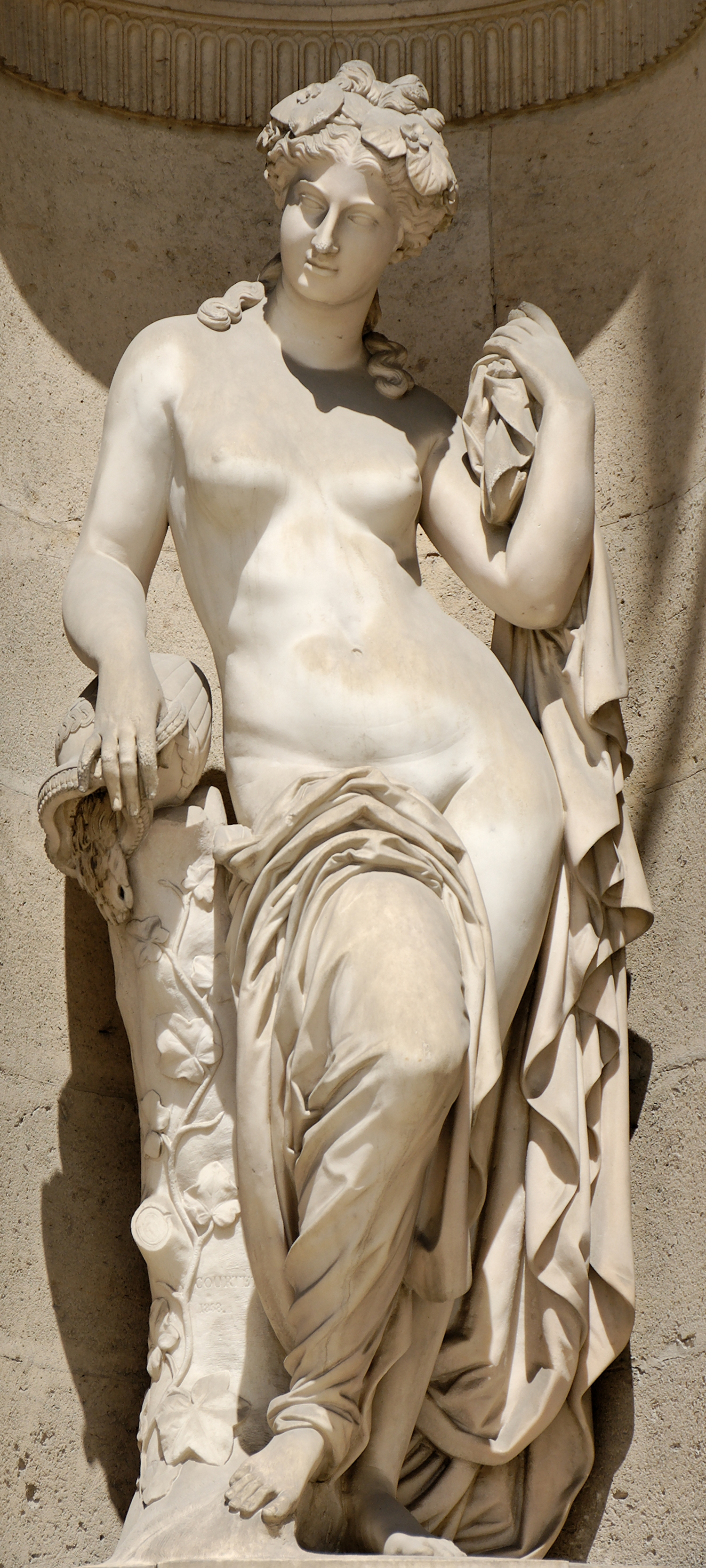
Ninfa de la Fuente. Decoración del Louvre
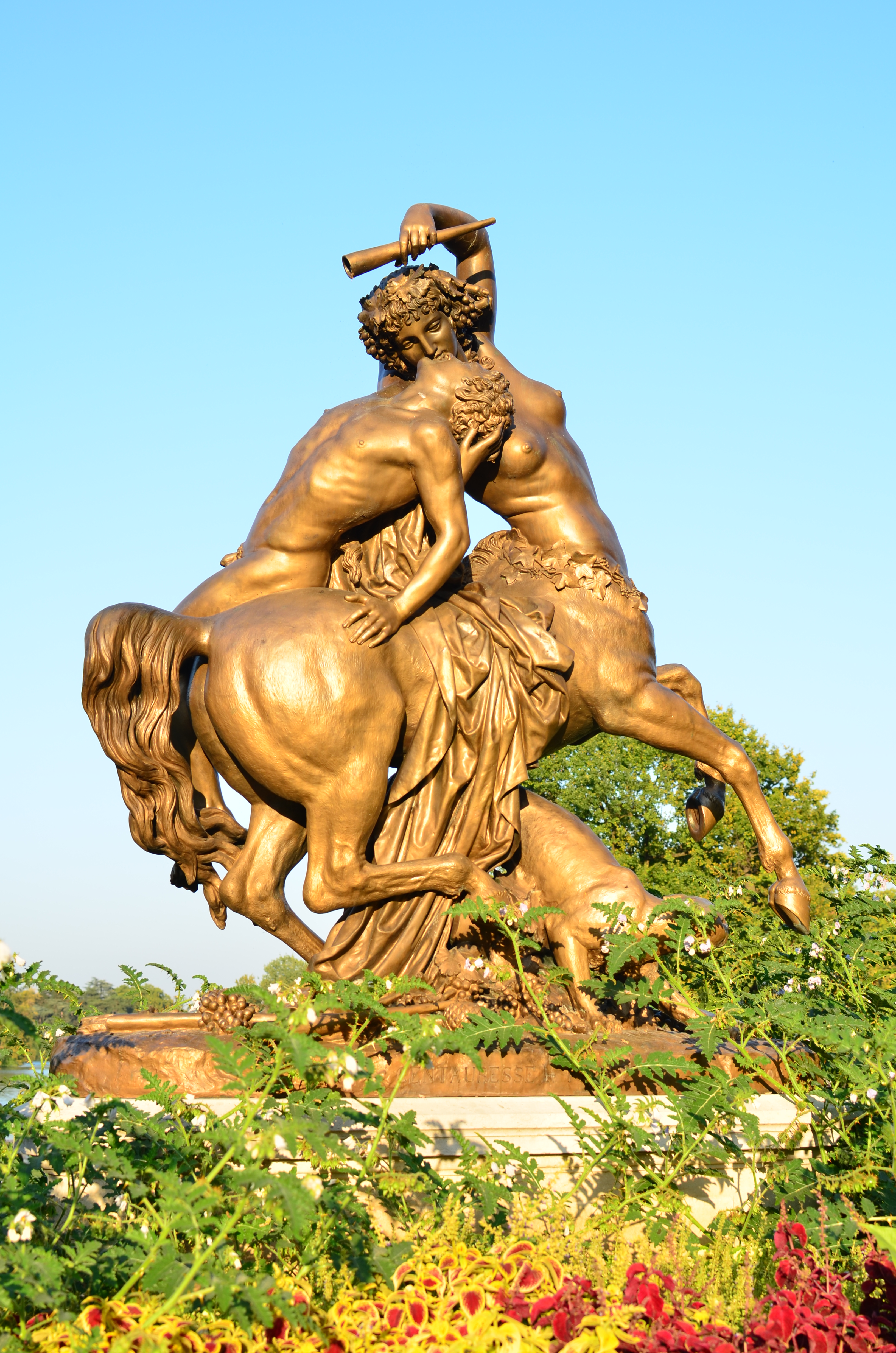
Centaura y fauno, en el Parque de la Tête d'Or de Lyon.
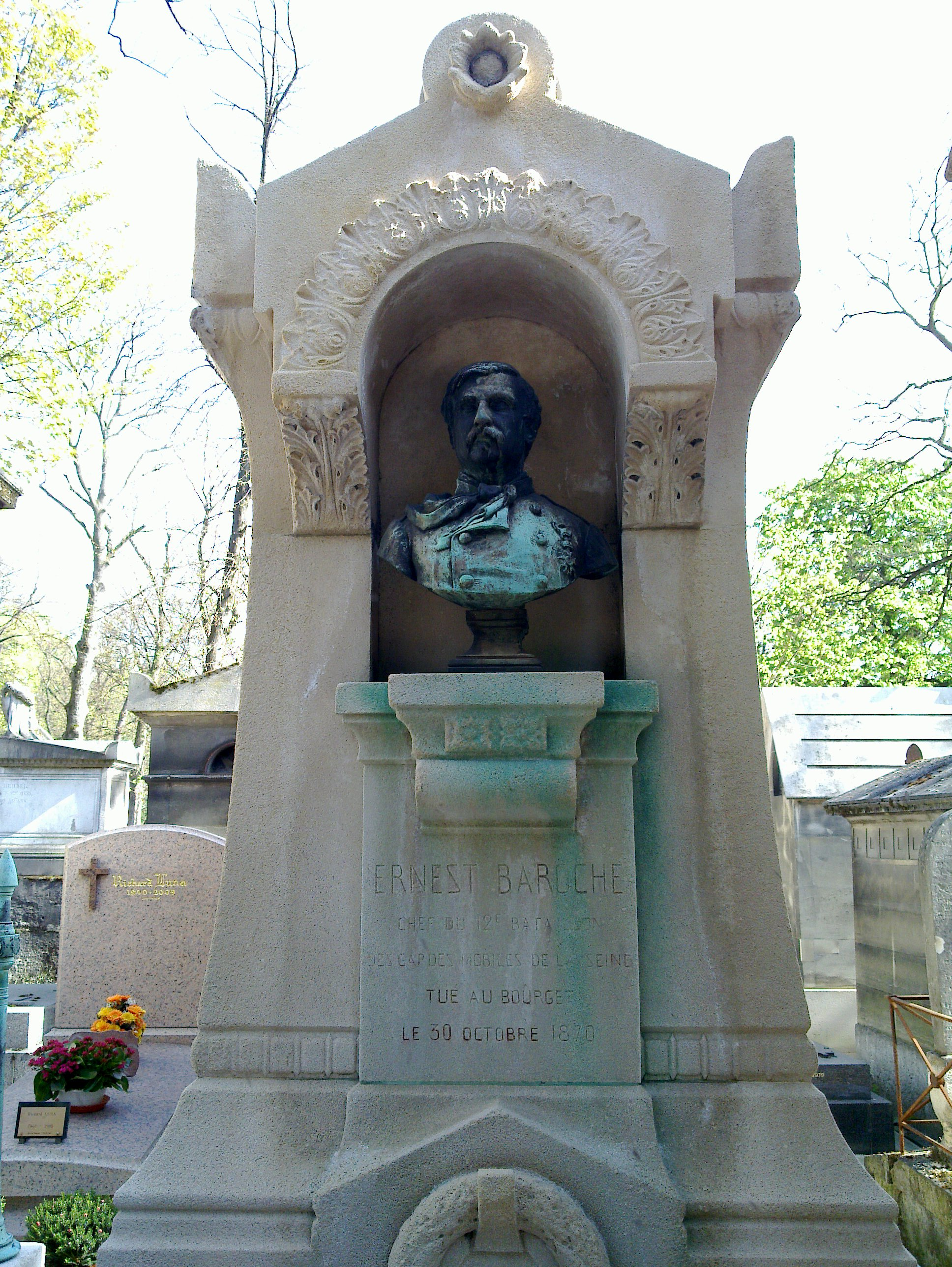
Tumba de Ernest Baroche en el cementerio del Père-Lachaise en París.